# Avondmaalsstel

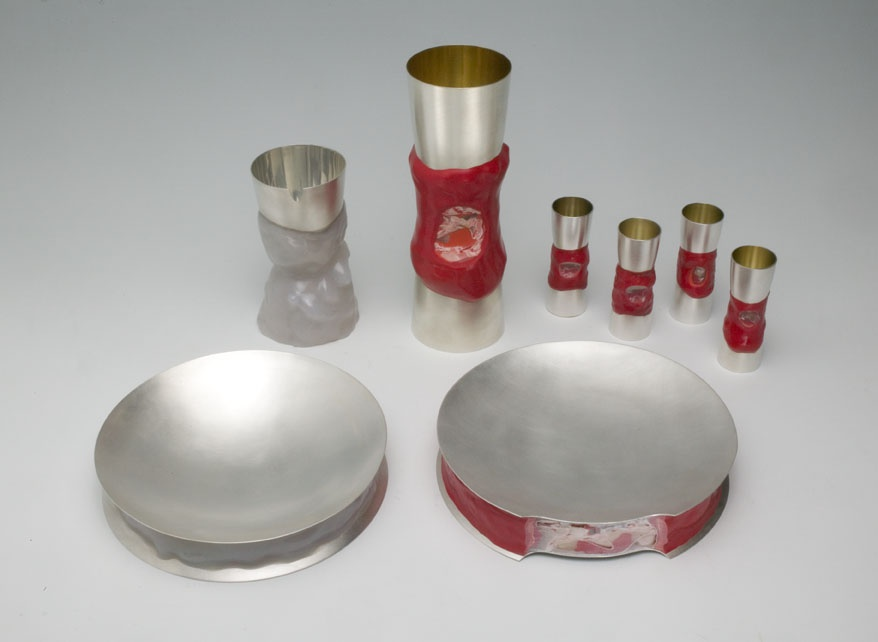
Doop- en avondmaalset
Ruudt Peters, 2005, Museum Catharijneconvent

Een avondmaalsstel is in de protestantse liturgie een bij elkaar behorend stel vaatwerk dat ertoe dient om het Heilig Avondmaal te gebruiken. Een avondmaalsstel bestaat in de regel uit een avondmaalsschaal en soms een set bijbehorende (kleinere) avondmaalsborden. Bovendien is er voor de wijn een avondmaalskan alsmede een aantal avondmaalsbekertjes.
Een dergelijke set vaatwerk kan, hoewel sober uitgevoerd, van bijzonder historisch en kunstzinnig belang zijn. Vaak werd of wordt het uitgevoerd in zilver.
Ook kent men het reisavondmaalsstel. Dit is een compact uitgevoerd avondmaalsstel dat meegevoerd kan worden in een bijbehorend koffertje. Aldus kan het meegenomen worden, bijvoorbeeld om het avondmaal te bedienen aan zieken of ouderen die niet de avondmaalsviering in de kerkdienst zelf kunnen bijwonen. Daarnaast wordt in verschillende kerken het avondmaal ook bediend aan stervenden.